# Soziales Dilemma
Soziale Dilemmata liegen vor, wenn die bestmögliche Verfolgung der individuellen Interessen der beteiligten Akteure diese in einen Zustand führt, der sie schlechter stellt als Lösungen, in denen auf die beste Handlung zur Maximierung der individuellen Interessen verzichtet wird. Die mathematische Spieltheorie bezeichnet entsprechend soziale Dilemmata als Situationen, in denen im Vergleich zum Wohlfahrtsoptimum bzw. zur Pareto-Effizienz mindestens ein defizitärer Gleichgewichtszustand vorliegt. So kann ein soziales Dilemma etwa in einer gesellschaftlichen Konfliktsituation bestehen, bei der zwei unterschiedliche Interessengruppen einander im Wege stehen und gemeinsam schlechter dastehen als bei einer kooperativen Lösung.
Die ökonomische Beschreibung sozialer Dilemmata besteht darin, dass das interessenbedingte Handeln der Gruppen zu sub-optimalen Zuständen führt. Die Beschreibung des optimalen (erstrebenswerten) Zustandes unterliegt natürlich der Bewertung. Ein Arbeitsuchender bewertet Tariflöhne vermutlich anders als ein Beschäftigter. In eindeutigen Fällen kann man die Pareto-Optimierung anwenden. Ausgehend von diesem Optimum kann man definieren:
1. Jeder Beteiligte erhält durch eine nicht-kooperative Handlung einen höheren Gewinn als durch eine kooperative Handlung, und
2. alle Beteiligten sind insgesamt besser gestellt, wenn sie kooperieren, als wenn jeder die egoistische Wahl trifft.

Man spricht daher in diesem Zusammenhang in der Ökonomie auch von negativen externen Effekten oder Marktversagen.

## Nutzungsdilemma und Beitragsdilemma
Als weiterer wichtiger Aspekt lässt sich differenzieren, ob sich das Dilemma auf die Nutzung einer gemeinsamen Ressource bezieht (Nutzungsdilemma) oder auf den Beitrag zur Schaffung oder Erhaltung eines Guts (Beitragsdilemma / Public goods dilemma). Diese unterscheiden sich v. a. in der gegensätzlichen Verteilung der positiven und negativen Konsequenzen aus bestimmten Verhaltensweisen auf den Einzelnen und die Gesellschaft.

### Nutzungsdilemma
Nutzungsdilemmata können bei Allmendegütern auftreten (siehe auch Tragik der Allmende). Während der Gewinn individualisiert ist, ist ein etwaiger Schaden am Gut sozialisiert. Zum Beispiel kommt die Nutzung einer öffentlichen Straße einem Autofahrer individuell zugute. Fährt aber im Verhältnis zur Kapazität der Straße eine zu große Anzahl Fahrzeuge, so stehen alle im Stau.
Nutzungsdilemmata lassen sich prototypisch am Beispiel der Überfischung der Meere veranschaulichen. Der Ausbeutung einer natürlichen, sich selbst regenerierenden Ressource (z. B. Fischbestand im Atlantik) sind durch ihre Regenerationsgeschwindigkeit Grenzen gesetzt und die Ressource kann durch zu hohe Nutzung schwerwiegend geschädigt werden (Überfischung). Der Gewinn für den einzelnen Fischer ist umso größer, je mehr Fische er fängt, während Verluste durch Schädigung der Ressource alle Fischer betreffen. Das heißt, der Gewinn ist individualisiert und fällt sofort an, während der Schaden von allen getragen wird. Da – bedingt durch das soziale Dilemma – auch die Fischer geschädigt werden, die verantwortungsvoll mit der Ressource umgegangen sind und weniger gefischt haben, besteht kein wirtschaftlicher Anreiz für den einzelnen Fischer zu verantwortungsvollem Verhalten. Zusätzlich zu diesem Dilemma kommt eine Zeitfalle, denn der Gewinn bei Ressourcenübernutzung entsteht sofort, während der Verlust später eintritt. Dieses temporale Problem betrifft viele Ressourcen, und zwar auch dann, wenn sie individuell genutzt werden, also kein soziales Dilemma im eigentlichen Sinn vorliegt. Häufig ist die Zeitfalle mit erheblicher Zeitverzögerung der negativen Konsequenzen verbunden (oft Jahre oder Jahrzehnte) im Vergleich zu den kurzfristig positiven Erträgen. Die Verluste in der Zukunft werden diskontiert, sodass intertemporale Präferenzverschiebungen stattfinden.

### Beitragsdilemma
Beitragsdilemmata können bei öffentlichen Gütern auftreten. In dieser Situation muss zu einem Gut beigetragen werden (z. B. etwas leisten, Geld geben), damit es geschaffen oder unterhalten werden kann. Das heißt, in diesem Falle führt eine kleine negative individuelle Konsequenz (z. B. Steuerbeitrag, Rundfunkgebühr) zu einer langfristigen positiven Konsequenz für die Gruppe (Bereitstellung des öffentlichen Gutes z. B. einer Straße). Dadurch werden Trittbrettfahrer, die nichts beitragen aber dennoch in den Genuss des Gutes kommen, begünstigt.

## Historische Beispiele
Prominente historische Beispiele sind z. B. die komplette Abholzung fast aller Wälder in Haiti, Griechenland oder Irland.

## Überwindung
Möglichkeiten ein soziales Dilemma zu überwinden, bieten Regulationen und Internalisierungen durch den Gesetzgeber, wie beispielsweise beim Emissionsrechtehandel, oder die Kommunikation zwischen den Akteuren, im Falle der Überfischung z. B. internationale Abkommen, die die Anzahl der gefangenen Fische begrenzen. Bei Beitragsdilemmata kann der Staat die öffentlichen Güter bereitstellen und aus Steuermitteln finanzieren.

### Wirkung von Kommunikation
Im Experiment von Orbell, van de Kragt und Dawes (1988) boten sie folgendes Spiel an: 7 Teilnehmer erhalten je 6 $, die sie entweder behalten oder den anderen Teilnehmern spenden können. In diesem Fall wird ihre Spende verdoppelt, sodass jeder andere Teilnehmer 2 $ erhält. Je mehr ihr Geld behalten, umso weniger wird also ausgezahlt. Um den größtmöglichen Gewinn zu erzielen, müsste ein Individuum sein Geld behalten, während alle anderen ihren Anteil spenden. Ergebnis: Ohne Möglichkeit der Absprache gab es nur 38 %, die ihr Geld spendeten, mit vorheriger Diskussion 79 %. Als Erklärung nennen die Forscher zum einen die Verpflichtung durch das öffentliche Zusichern zu spenden, zum anderen ein durch die Diskussion gefördertes Gemeinschaftsgefühl.

## Spieltheoretische Beispiele
Spieltheoretische Beispiele für soziale Dilemmata sind nachfolgend aufgeführt:
- Gefangenendilemma
- Eisverkäufer-am-Strand-Problem
- Braess-Paradoxon